# Лаврская улица
Ла́врская улица (укр. Лаврська вулиця) — улица в Печерском районе города Киева. На улице находится Киево-Печерская Лавра, а также ряд примечательных зданий и памятников дореволюционного, советского и постсоветского периодов.

## История и названия улицы

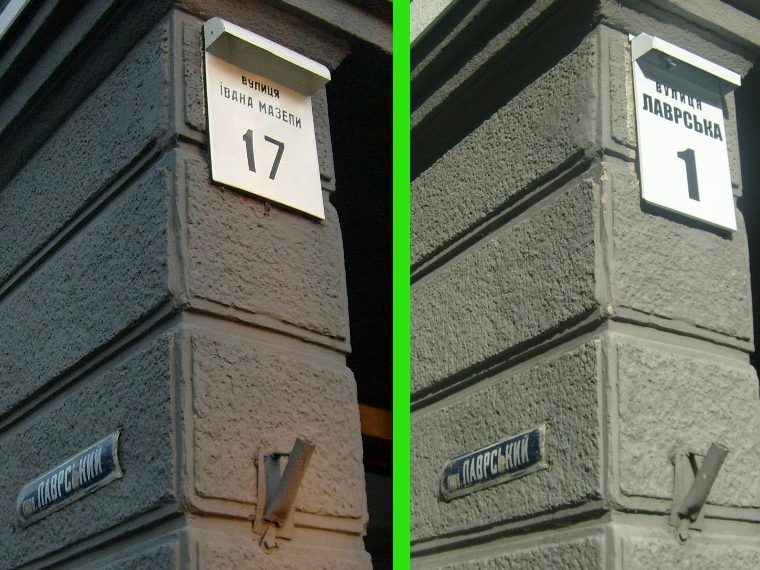
В результате раздела и переименования улицы на многих домах появились таблички не только с новым названием, но и с новыми номерами.

Улица возникла на карте Киева 8 июля 2010 в результате переименования Киевсоветом части улицы Ивана Мазепы. Стал отдельной улицей под названием «Лаврская» участок от площади Славы до площади Героев Великой Отечественной войны .

## Примечательные здания

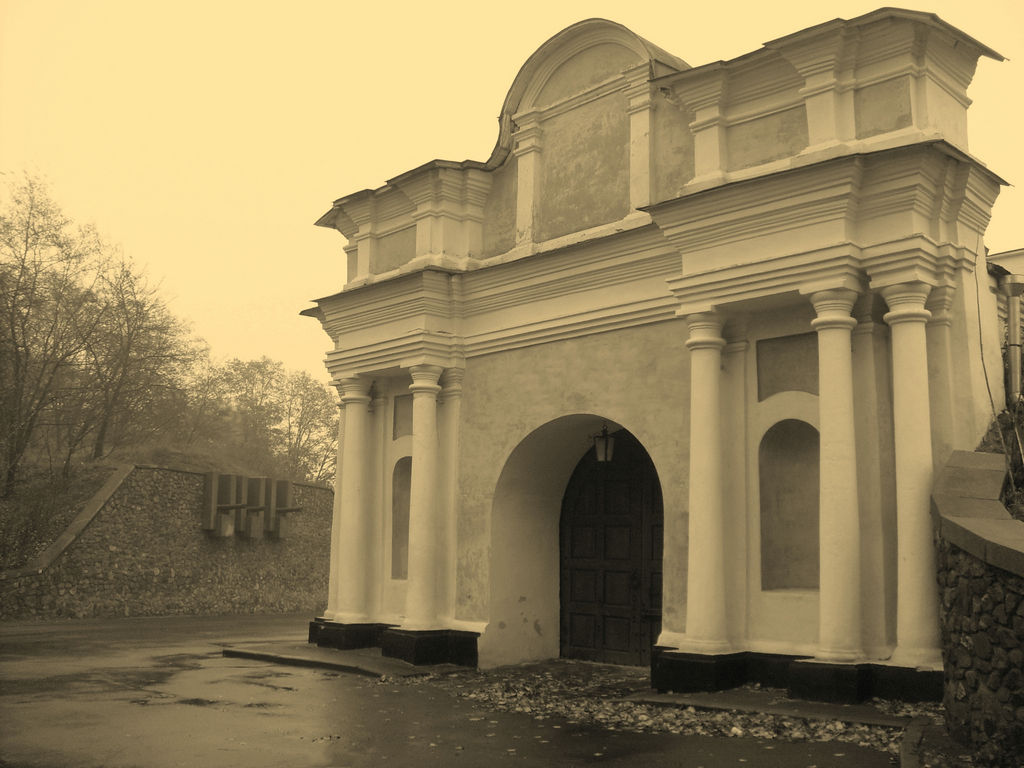
Верхние Московские ворота

- дом № 23 — клиника Киевского научно-исследовательского института эпидемиологии и инфекционных болезней имени Л. В. Громашевского (1911). Здание построено на пожертвования киевлян как городская больница. С 1918 года здесь размещалась 1-я городская инфекционная больница, с 1949 по июль 1981 года — научно-исследовательский институт инфекционных болезней.
- дом № 34 — бывшее здание коллективного производственно-торгового обувного предприятия «Киев» (1867). Основано как военно-обмундировальная мастерская Киевского окружного военно-интендантского управления. Мастерская в 1922 году была реорганизована в обувную фабрику № 1. 4 июля 2006 года приступила к выносу производственных мощностей в город-спутник Киева Вишнёвое, где для этих целей переоснащают местный завод технической керамики[2].
- дом № 38-40 — часть памятника Цитадель киевской крепости, валы цитадели (конец XVII века).
- дом № ?? — Верхние Московские ворота (1765). Возведены как южные ворота Печерской крепости; ориентированы в сторону дороги, ведущей на Москву. Ворота кирпичные, оштукатуренные. Имеют вид однопролётной триумфальной арки, увенчанной аттиком с полуциркульным фронтоном и двухколонными портиками тосканского ордера. Несколько напоминают Петровские ворота Петропавловской крепости в Санкт-Петербурге. В 1978—1979 годах произведена реставрация. При реставрации снят образовавшийся вокруг ворот культурный слой земли, восстановлены утраченные детали декора, створки ворот, покрытие проезжей части брусчаткой[3].

## Культовые сооружения

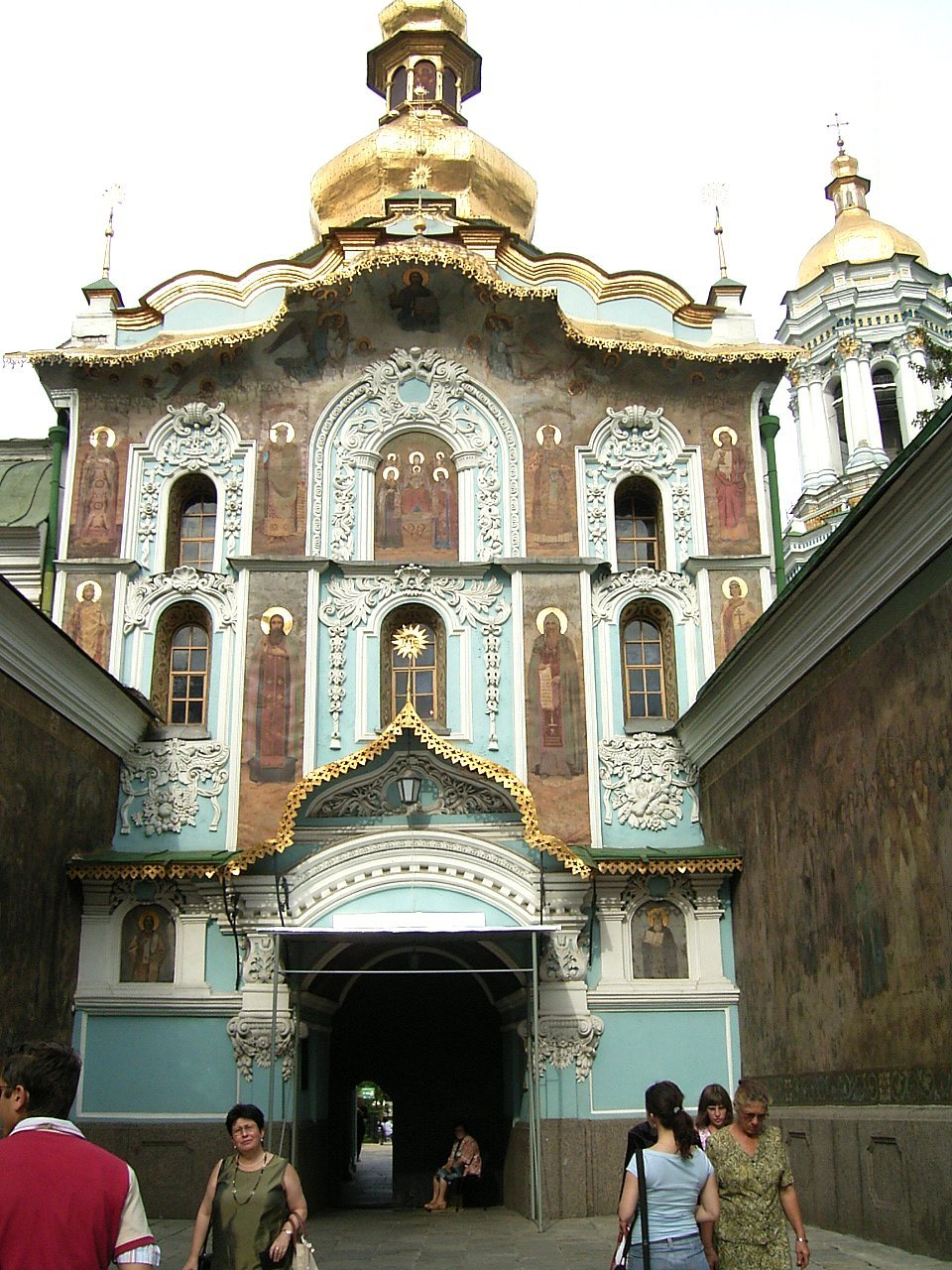
Троицкая надвратная церковь Лавры (Святые врата)

- дом № 17 — церковь Спаса на Берестове (до 1072). Памятник архитектуры возле Киево-Печерской лавры. Название — от с. Берестово, резиденции киевских князей. В 1157 году в ней был похоронен великий князь киевский Юрий Долгорукий — основатель Москвы. В 1640—1643 годах по заказу Петра Могилы храм реставрирован в стиле украинского барокко и расписан греческими мастерами. В 1752 году во время капитального ремонта церковь получила пятиглавое завершение. В 1813—1814 годах по проекту архитектора А. И. Меленского к ней пристроили колокольню в формах классицизма. В таком виде она сохранилась до наших дней.
- дома №№ 21, 25 — Киево-Печерская лавра, резиденция предстоятеля УПЦ Московского патриархата митрополита Киевского и всей Украины Владимира. (См. основную статью Киево-Печерская лавра).

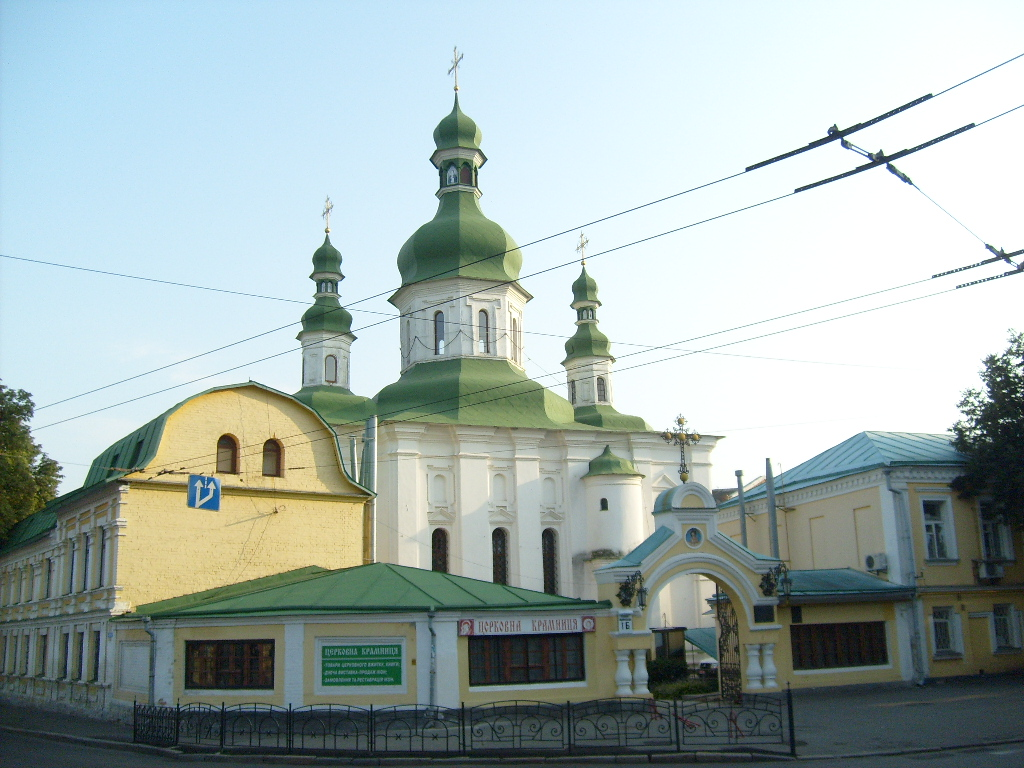
Церковь Феодосия Печерского

- дом № 27 — храм Воскресения Господня («афганская» церковь) (1696). Храм построен киевским полковником Войска Запорожского К. Мокиевским. Сначала храм находился в ведении Лавры, а потом стал приходским. Колокольня построена в 1863 году. После пожара 1887 года в храме был снят верхний этаж. Был закрыт в 1920-х годах. В годы советской власти тут размещались реставрационные мастерские Госстроя. Был восстановлен на средства ветеранов-афганцев и открыт в конце ноября 1991 года.
- дом № 16 — церковь Феодосия Печерского (1698—1702). Сооружена в стиле украинского барокко на средства киевского полковника Войска Запорожского К. Мокиевского. Три купола грушевидной формы установлены вдоль оси здания. Церковь украшена массивным цоколем, высокими пилястрами и ступенчастым карнизом. Высокие окна с двухъярусными барабанами обрамлены рельефными наличниками и сандриками в стиле барокко.

## Площадь Славы

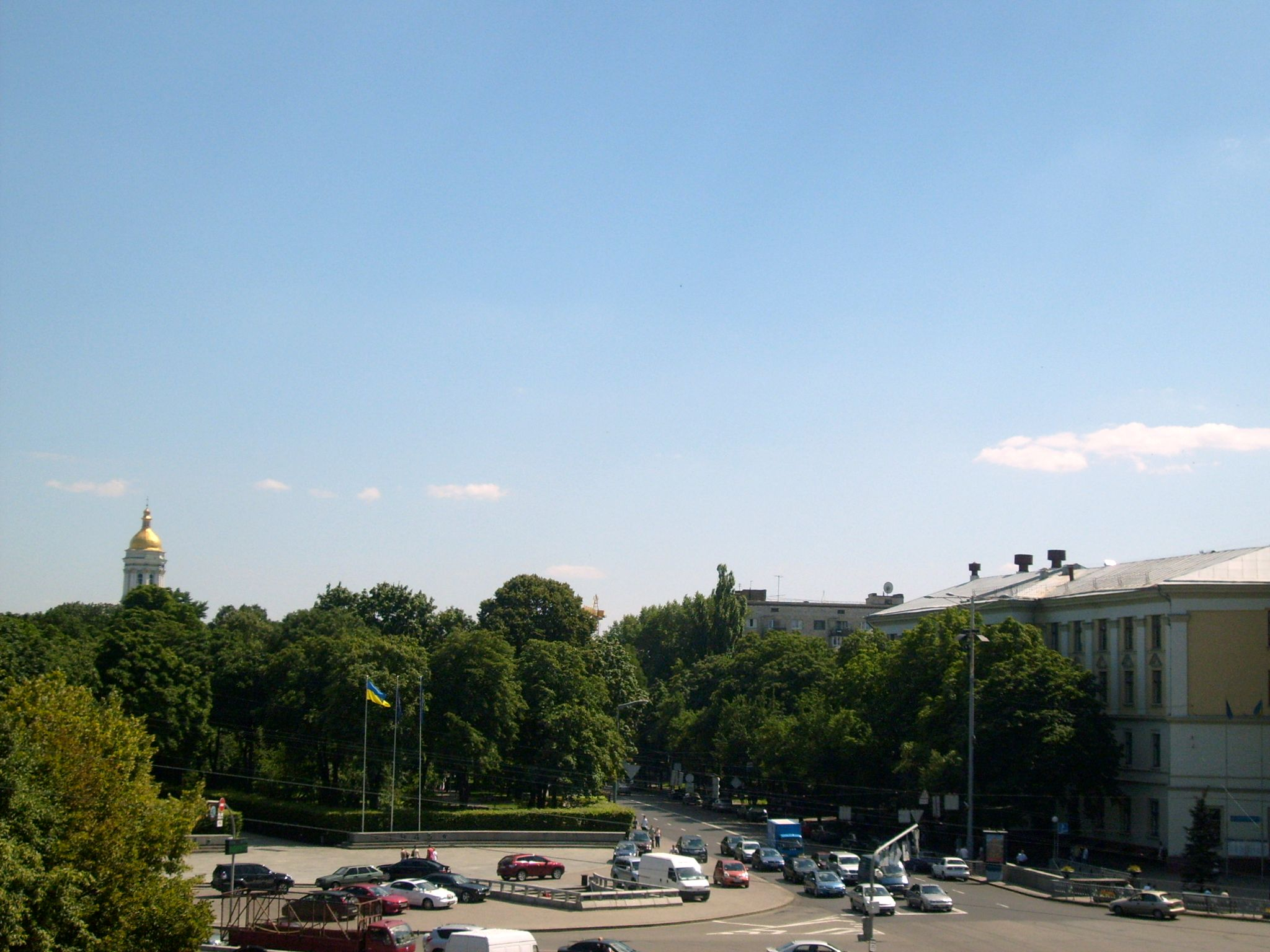
Вид из гостиницы «Салют» на Площадь Славы и парк Вечной Славы, за которым видна Лаврская колокольня

Напротив Дворца детей и юношества Лаврская улица пересекает площадь Славы. Вероятно, площадь начала формироваться ещё во времена Киевской Руси, тут могло размещаться одно из восьми киевских торжищ, упоминающихся в летописях. Как площадь начала официально фигурировать после возведения на ней Никольского военного собора (1693). С XVIII века она известна как Владимирская, Князе-Владимирская; в XIX — нач. XX века — Соборная. Современное название носит с 1965 года.

## Парк Вечной Славы
За площадью Славы Лаврская улица проходит вдоль парка Вечной Славы. Парк расположен на верхней приднепровской террасе, на пересечении Днепровского спуска с улицами Лаврской, Суворова и А. Иванова. В 1895 году на этом месте был заложен Аносовский (Комендантский) сквер (название по фамилии коменданта Печерской крепости А. В. Аносова). После реконструкции сквера на его территории в 1957 году был сооружён мемориал с памятником Вечной Славы на могиле Неизвестного солдата.

## Музеи

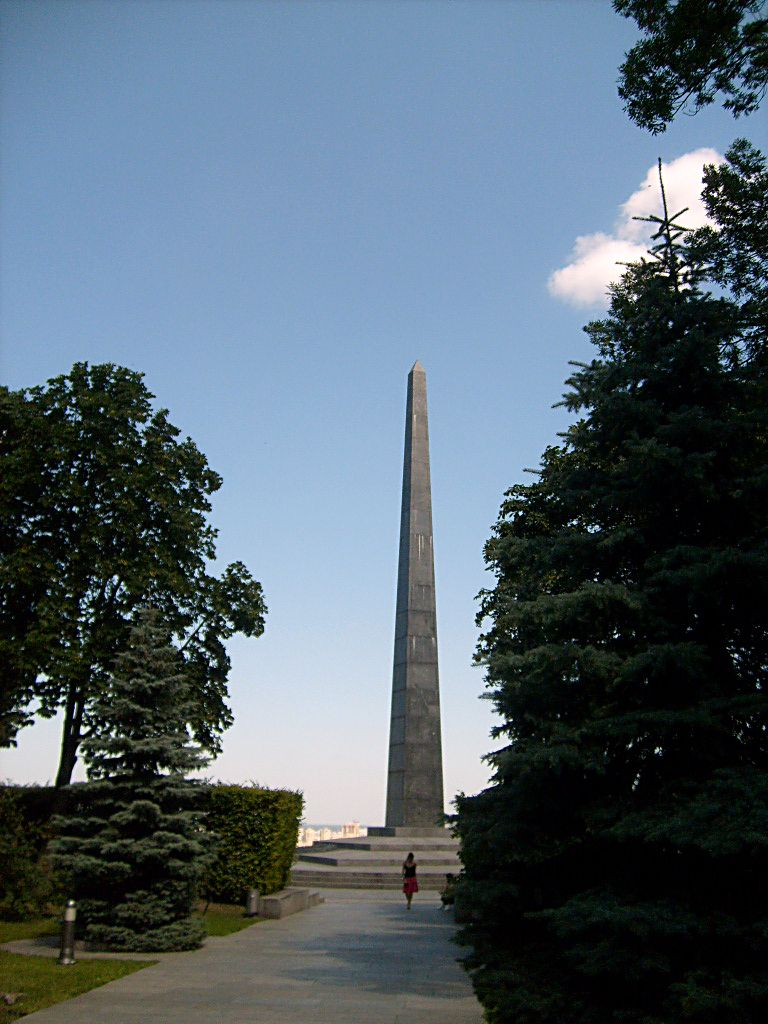
Вид на обелиск памятника Вечной Славы с Лаврской улицы

- дом № 1 — галерея искусств «Лавра»
- дом № 21 — Национальный Киево-Печерский историко-культурный заповедник
- дом № 21 — Государственный музей книги и книгопечатания Украины
- дом № 21 — Государственный музей театрального, музыкального и киноискусства
- дом № 21 — Государственный музей украинского народного декоративного искусства
- дом № 21 — Музей исторических драгоценностей Украины
- дом № 21 — музей микроминиатюр Н. С. Сядристого
- дом № 10-12 — культурно-художественный и музейный комплекс «Художественный арсенал» («Мыстецький Арсенал»)
- дом № 29 — украинский центр народной культуры музей Ивана Гончара
- дом № 31 — галерея «Светлица»
- дом № 44 — мемориальный комплекс «Национальный музей истории Украины во Второй мировой войне»
- дом № 44 — центральный музей пограничных войск Украины

## Памятники
- дом № 15 — памятник Вечной Славы на могиле Неизвестного солдата в Киеве.
- дом № 15-А — мемориальный комплекс памяти жертв голода на Украине (1932—1933).
- дом № 23 — мемориал «Красная лента». Размещён в 2001 году возле клиники Института эпидемиологии и инфекционных заболеваний им. Л.В. Громашевского совместными усилиями UNAIDS на Украине, Посла Доброй Воли ООН по вопросам ВИЧ/СПИД Валида Арфуша и скульптора Олега Пинчука. Монумент создавался с целью привлечения внимания общества к проблеме ВИЧ/СПИД и выражения солидарности с ВИЧ-позитивными людьми. Возле мемориала бронзовой «Красной ленты» всегда проходят значимые общественные акции призванные поддержать людей, которые живут с ВИЧ/СПИД на Украине.
- дом № 27 — памятник воинам-афганцам (архитектор Н. Кислый, художник Н. Олейник). Основой для создания композиции послужил реальный снимок, сделанный в начале афганской войны. Хотя сама скульптура была установлена раньше, памятник торжественно открыт в день пятнадцатилетия вывода советских войск из Афганистана в феврале 2004 года. На плитах, окружающих монумент, — 3280 фамилий украинцев, погибших на афганской войне[4][5].
- дом № 28 — памятный знак «Духом рождённый». Открыт 19 декабря 2003 года. Скульптор — А. Сухолита. Памятник получил первую премию на Пленэре молодых скульпторов (Харьков, 1990). Установлен как символ возрождения Украины, как благодарность украинцам, возвращающим стране утраченные духовные ценности[6].